# Нири
Нири, наричана също Ника или Тару, е пустиня в южна Кения. Намира се на изток от езерото Магади и между националните паркове Амбосели, Цаво Уест и Найроби. Голяма част от земната площ на окръг Каджиадо е покрита от пустинята Нири. Неговата сухота се дължи на валежната сянка на планината Килиманджаро.